# بها حریری
بهاالدین رفیق حریری (عربی: بهاء الدين رفيق الحريري، انگلیسی: Bahaa El-Din Rafic Al-Hariri؛ زاده ۲۶ آوریل ۱۹۶۶) یک میلیاردر لبنانی و سعودی است.
او فرزند ارشد رفیق حریری نخست‌وزیر سابق لبنان و همسرش نیدا بوستانی است.
دارایی خالص او دو میلیارد دلار برآورد شده‌است.